# عبد الله الشهري
عبد الله الشهري لاعب كرة قدم سعودي يلعب حالياً في نادي اليرموك.

## مسيرة اللاعب
مثل سابقاً نادي الوطني و انتقل إلى نادي أحد لدرجة الشباب في نوفمبر 2018 و أعير إلى نادي نجران في صيف 2020 و أعير إلى نادي الجيل في عام 2021 و لعب بعدها مع نادي الصقور ونادي اليرموك.